# Тролленес (замок)
Замок Тролленес (швед. Trollenäs slott) — старинный частный замок в поселении Тролленес в общине Тролленес в коммуне Эслёвс в лене Сконе, Швеция.
В прежние времена замок назывался Нес (швед. Näs). Замок открыт для посещения. В парке есть кафе. Рядом с замком находится старая церковь Нес.

## История

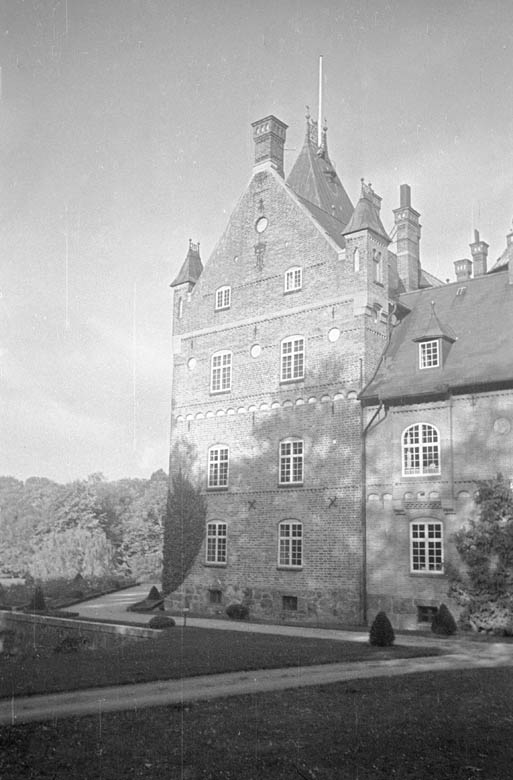
Замок на фотографии 1933 года

Замок Тролленес известен с XIV века. За всё время существования его собственниками были только две дворянские семьи: Тотт и Тролле.
Комплекс, дошедший до нашего времени, в 1559 году начал строить Таге Оттесен Тотт. Замок и поместье принадлежали его потомкам до 1682 года. Затем владелицей резиденции стала Хелле Розенкрантц, вдова адмирала Нильса Тролле. Её внук Фредрик Тролле переименовал хамок в Тролленес и завещал его в рамках Фидеикомисс (неотчуждаемой собственности) своему внуку Фредрику Тролле-младшему и его потомкам. Позднее управление недвижимостью было передано компании Trollenäs Gods AB, но он по-прежнему остаётся частной собственностью семьи Тролле.
В конце XIX века датский архитектор Фердинанд Мелдал провёл реконструкцию комплекса. Прежние постройки в стиле Ренессанса были перестроены во французском стиле. Одновременно для обновления дизайна интерьеров привлекли архитектора Аги Линдегрена из Стокгольма.
С 1973 года управляющим директором поместья является Ульф Тролле.

## Описание
Замок представляет собой трёхэтажное главное здание и примыкающие к нему двухэтажные флигели. Вместе они образуют двор, открытый с восточной стороны. Главный вход со стороны двора находится в круглой башне. С западной стороны главного корпуса расположена квадратная башня. С её веранды широкая лестница ведёт вниз в живописный сад.
Совсем рядом с замком находится старинная каменная церковь.

## Современное использование
Замок открыт для публики. Часть помещений используется как отель. По договорённости здесь возможно проведение свадеб, корпоративных конференций, праздничных мероприятий и экскурсий.

## Легенды
Согласно местным поверьям, предком семьи Тролле являлся злой язычник Гуннар Грёпе (от швед. gröp — жестокий), который жил в X веке. Говорили, что по ночам он умеет превращаться в оборотня. Грёпе долго враждовал с троллем по имении Скратте. В конце концов Гуннар сумел отрубить голову троллю. Это предание нашло отражение в фамильном гербе: на жёлтом поле изображён обезглавленный тролль. По ночам привидения Грёпе и Скратте бродят по замку (в основном в подвале), принимая различный облик. В частности, Грёпе способен превращаться в огромную чёрную собаку с блестящими глазами, которая может схватить любого за горло.

## Галерея

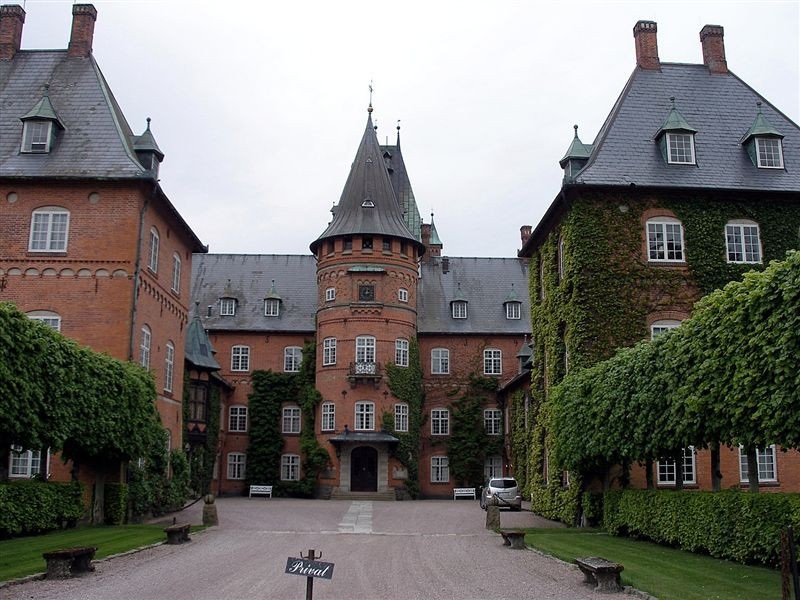
Внутренний двор замка
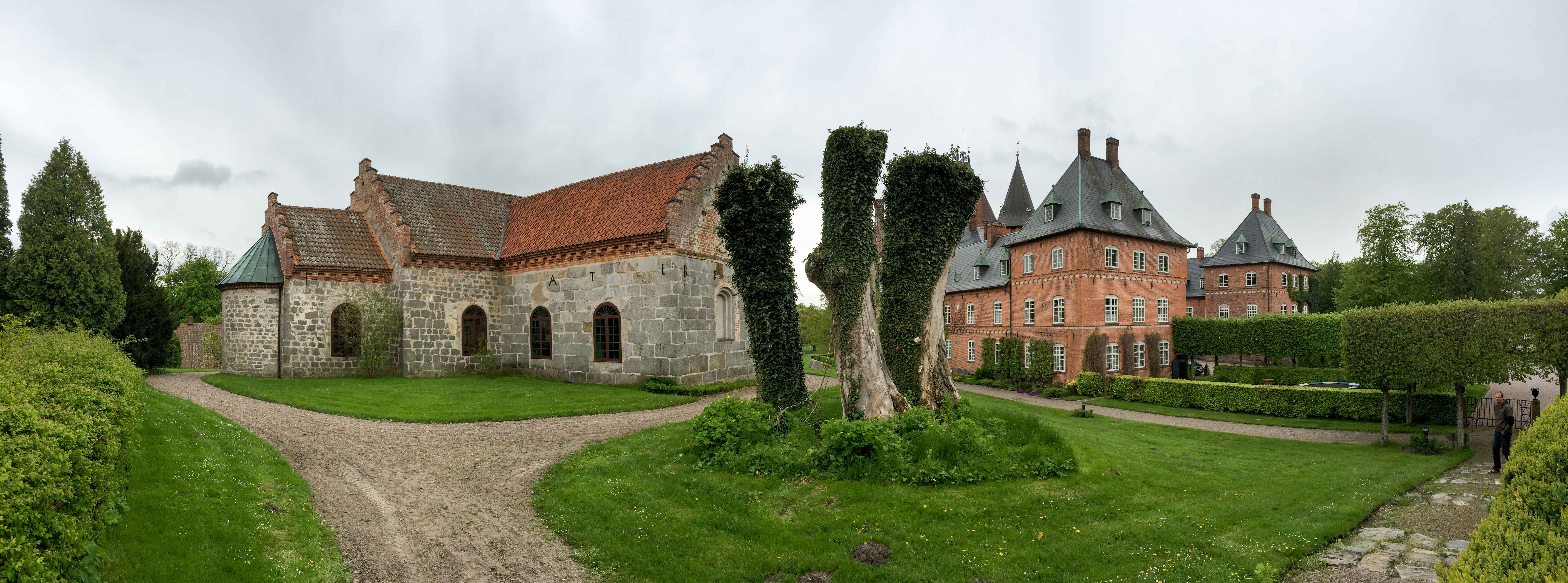
Старинная церковь рядом с замком
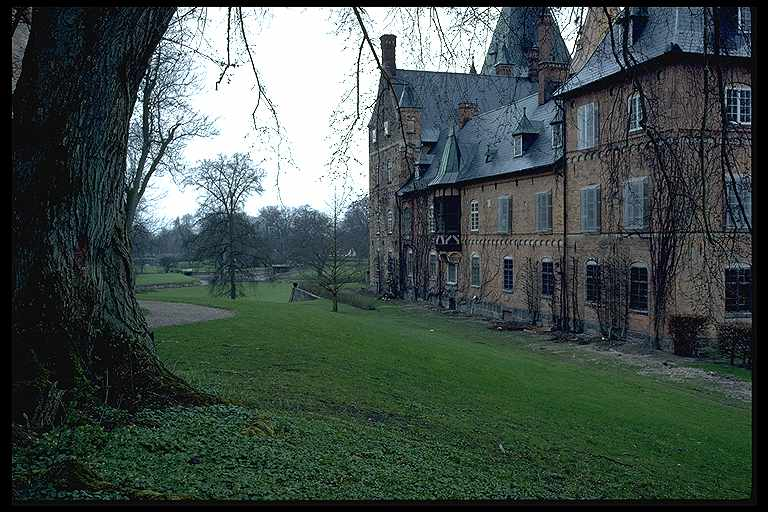
Южный флигель замка
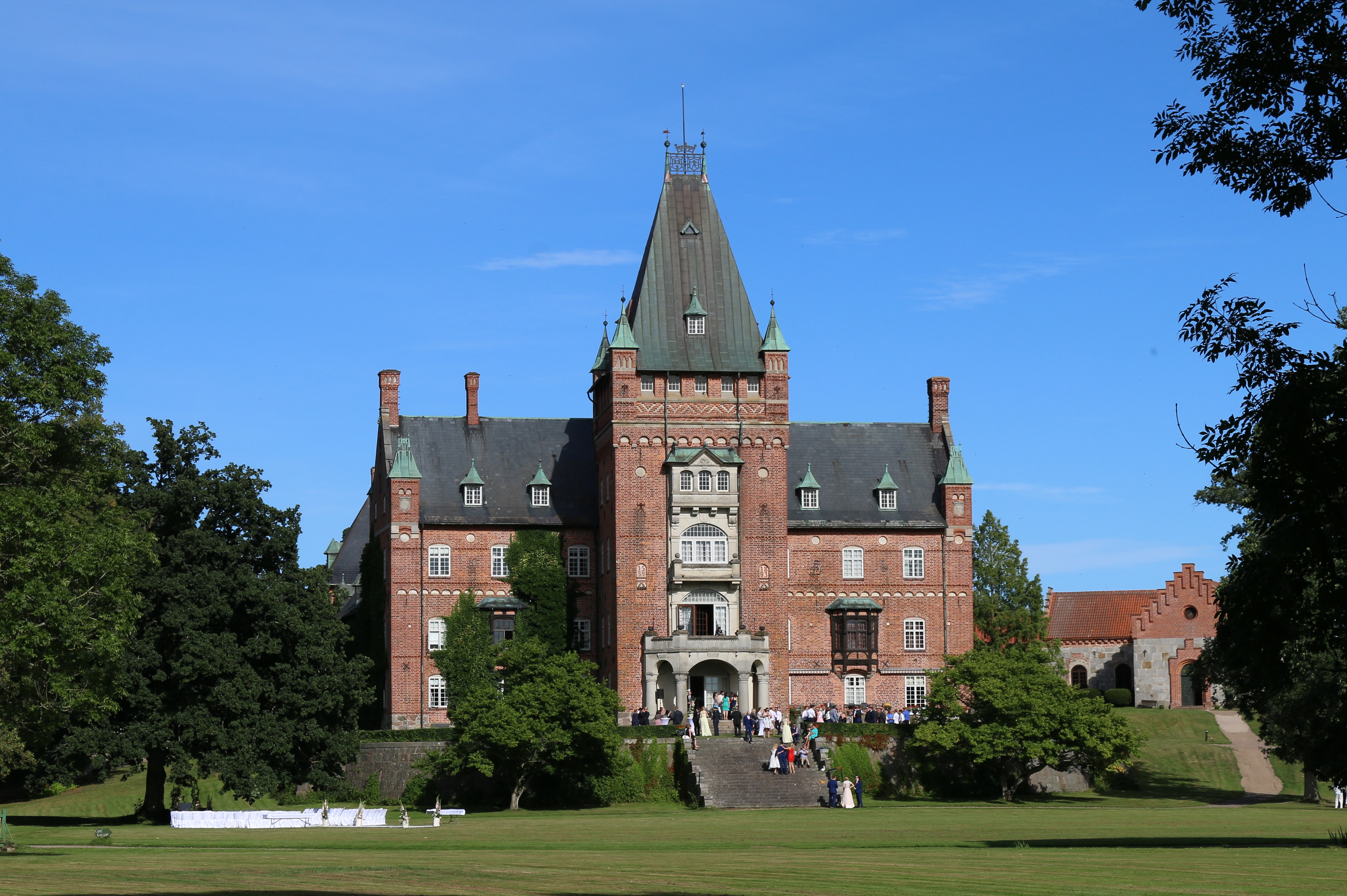
Вид замка со стороны парка